# المنجي سرحان
المنجي فراج سرحان (ولد: 1955 - 17 ديسمبر 2014)، شاعر وناقد مصري، عمل رئيسًا لتحرير مجلة عالم الكتاب التي تصدر عن الهيئة المصرية العامة للكتاب، ومديرًا عامًا للنشر بالهيئة. اكتسب عضوية مجلس إدارة اتحاد كتاب مصر لأكثر من دورة، إلى جانب عضوية اتحاد الكتاب العرب، وكان وكيلًا لوزارة الثقافة المصرية.

## نشأته ودراسته وعمله
حفظ «المنجي سرحان» القرآن الكريم في كتّاب قريته في محافظة سوهاج، وحصل منها على الابتدائية عام 1967م، ثم تخرج من الإعدادية والثانوية بمدينة طما. ترك دراسة الهندسة، واتجه إلى دراسة مادة الأدب واللغة في ثاني دفعة لقسم اللغة العربية بكلية الآداب بسوهاج، وتخرج منها عام 1980م، ثم حصل على الماجستير في النقد الأدبي من جامعة عين شمس. بدأ كتابة الشعر وهو في العاشرة من عمره، ثم أخذ ينشره في المجلات المحلية، ثم الدوريات المصرية والعربية، وفي الإذاعات المصرية والعربية. تدرج في الوظائف حتى اختير مديراً لتحرير «مجلة عالم الكتاب» التي تصدر عن «الهيئة المصرية العامة للكتاب». وهو عضو في مجلس إدارة «اتحاد كتاب مصر» لأكثر من دورة، وعضو في «اتحاد الكتاب العرب», وكان وكيلًا لوزارة الثقافة المصرية.

## اتجاهه الفكري الأدبي
ينتمي «المنجي سرحان» لجيل السبعينيات من القرن العشرين، الذي عبّر عن حالات شتى من انكسار وتشتت الذات العربية بعد انكسار الحلم القومي في الستينيات وبعد مفاوضات السلام مع إسرائيل التي أعقبت حرب أكتوبر. كان احساسه بالألم وشدة تأثره بالواقع وانكساراته مسيطرا على مشهده الشعري بشدة، وكانت حالة البراءة والصفاء التي تمثلها القرية بالنسبة له، في مواجهة حالة المدينة بتعقيداتها وأمورها المتداخلة، سببًا في تكرار المواجهة بين هذه الثنائية عبر قصائده المختلفة وبحالات وتعبيرات شتى للصراع بين الطيب البريء الحالم ابن القرية والصعيد، وبين عالم المدينة الجامد والجاف والسريع الفارغ من المشاعر والقيم حسب رؤيته. تكررت الغربة عن الحبيبة وعن الوطن في معظم قصائده، وكانت من مضامينه الرئيسية التي غلبت عليه.

## وفاته
توفى الشاعر المنجي سرحان عن عمر ناهز الستين عامًا وذلك في 17 ديسمبر 2014, إثر دخوله في غيبوبة بعد إجراء جراحة في دوالي المريء وإصابته بنزيف وفشل كلوي وتوقف الكبد عن العمل مما اسفر عن وفاته وذلك بعد صراع حاد وطويل مع المرض قضاه في منزله في مدينة 6 أكتوبر في القاهرة.

## أعماله الشعرية والأدبية
أنتج سبعة دواوين شعرية طيلة مسيرته الشعرية، أهمها:
- حين يدق صمودك بابى 1979
- وعائد إليك 1987
- قراءة في كتاب النخيل 1992
- الولد البرئ 1999
- كتاب مراثي 2014